# 화동초등학교 팔음분교
화동초등학교 팔음분교는 대한민국 경상북도 상주시 화동면 팔음로 1233 (양지리)에 있었던 초등학교이다.

## 연혁
- 1946년 9월 1일 화동국민학교 양지분교장 설립인가
- 1949년 10월 15일 팔음국민학교 승격
- 1985년 3월 9일 병설유치원 개원
- 1996년 3월 1일 팔음초등학교로 개칭
- 1999년 3월 1일 화동초등학교 팔음분교 격하
- 2003년 3월 1일 폐교